# Cratere Klute
Klute è un cratere lunare di 77,47 km situato nella parte nord-orientale della faccia nascosta della Luna.
Il cratere è dedicato alloscienziato statunitense Daniel O'Donnell Klute.

## Crateri correlati
Alcuni crateri minori situati in prossimità di Klute sono convenzionalmente identificati, sulle mappe lunari, attraverso una lettera associata al nome.
| Klute | Coordinate             | Diametro (in km) |
| ----- | ---------------------- | ---------------- |
| M     | 34°55′48″N 141°19′12″W | 21,75            |
| W     | 37°58′48″N 143°18′36″W | 30,98            |
| X     | 39°15′00″N 143°25′48″W | 38,8             |